# Podocerus schieckei
Podocerus schieckei is een vlokreeftensoort uit de familie van de Podoceridae. De wetenschappelijke naam van de soort is voor het eerst geldig gepubliceerd in 1987 door Ruffo.